# Canton de L'Hermenault
Le canton de L’Hermenault est une ancienne division administrative française située dans le département de la Vendée et la région des Pays-de-la-Loire.
Créé en 1790, il est supprimé en avril 2015 à la suite d’un découpage cantonal opéré en 2014.

## Histoire
Sous la Révolution française, pendant la mise en œuvre des décrets de l’Assemblée nationale concernant la division du royaume en 83 départements (15 janvier et 16 février 1790), un décret particulier du 26 janvier 1790 porte implicitement création du canton au sein du district ; les textes de la Constituante sont par la suite ordonnés dans des lettres patentes de Louis XVI données le 4 mars 1790. La division admet alors un chef-lieu fixé dans la municipalité de L’Hermenault.
Le maintien du canton est projeté dans la loi concernant la division du territoire de la République et l’administration du 28 pluviôse an VIII (17 février 1800). Aussi, en vertu de l’arrêté du 9 brumaire an X (31 octobre 1801), deux communes quittent le canton (Longève et Pissotte) tandis que cinq le rejoignent (Nalliers, Petosse, Pouillé, Saint-Cyr-des-Gâts et Saint-Laurent-de-la-Salle).
Le 20 février 1828, la commune de Marsais fusionne avec celle de Sainte-Radégonde-la-Vineuse pour former Marsais-Sainte-Radégonde.
Le 8 mai 1964, la commune de Mouzeuil fusionne avec celle de Saint-Martin-sous-Mouzeuil pour former Mouzeuil-Saint-Martin.
| Janvier 1790 | Octobre 1801 | Février 1828 | Mai 1964 |
| ------------ | ------------ | ------------ | -------- |
| 11           | 14           | 13           | 12       |

## Géographie

### Situation administrative
Administrativement, le canton se situe au sein du département de la Vendée, dans le district de Fontenay-le-Comte de 1790 à 1795. À partir de la loi concernant la division du territoire de la République et l’administration (17 février 1800), le canton relève du troisième arrondissement départemental, baptisé, au sens de l’arrêté du 9 brumaire an X (31 octobre 1801), « arrondissement de Fontenay ».

### Surfaces et altitudes
| Commune                    | Surface (ha) | Altitude (m) | Altitude (m) |
| Commune                    | Surface (ha) | Mini         | Maxi         |
| -------------------------- | ------------ | ------------ | ------------ |
| Bourneau                   | 1 634        | 38           | 122          |
| L’Hermenault               | 1 143        | 22           | 72           |
| Marsais-Sainte-Radégonde   | 1 472        | 34           | 98           |
| Mouzeuil-Saint-Martin      | 2 603        | 1            | 44           |
| Nalliers                   | 3 284        | 1            | 44           |
| Petosse                    | 1 590        | 20           | 58           |
| Pouillé                    | 1 723        | 19           | 62           |
| Saint-Cyr-des-Gâts         | 2 109        | 49           | 132          |
| Saint-Laurent-de-la-Salle  | 1 933        | 37           | 136          |
| Saint-Martin-des-Fontaines | 571          | 33           | 87           |
| Saint-Valérien             | 1 458        | 32           | 74           |
| Sérigné                    | 1 846        | 11           | 98           |

## Composition

### Découpage du26 janvier 1790
| Municipalité                | Période   | Réf. |
| --------------------------- | --------- | ---- |
| Bourneau                    | 1790-1801 | ,    |
| L’Hermenault (chef-lieu)    | 1790-1801 | ,    |
| Longêve                     | 1790-1801 | ,    |
| Marsais                     | 1790-1801 | ,    |
| Monzenil                    | 1790-1801 | ,    |
| Petosse                     | 1790-1801 | ,    |
| Saint-Martin-des-Fontaines  | 1790-1801 | ,    |
| Saint-Martin-sous-Monzenil  | 1790-1801 | ,    |
| Saint-Valérien              | 1790-1801 | ,    |
| Sainte-Radégonde-la-Vineuse | 1790-1801 | ,    |
| Sergné                      | 1790-1801 | ,    |

### Découpage du 9 brumaire anX
| Municipalité                | Période   | Réf. |
| --------------------------- | --------- | ---- |
| Bourneau                    | 1801-2015 | ,    |
| L’Hermenault (chef-lieu)    | 1801-2015 | ,    |
| Marçais                     | 1801-2015 | ,    |
| Mouzeuil                    | 1801-2015 | ,    |
| Nalliers                    | 1801-2015 | ,    |
| Petosse                     | 1801-2015 | ,    |
| Pouillé                     | 1801-2015 | ,    |
| Saint-Cyr-des-Gâts          | 1801-2015 | ,    |
| Saint-Laurent-de-la-Salle   | 1801-2015 | ,    |
| Saint-Martin-des-Fontaines  | 1801-2015 | ,    |
| Martin-sous-Mouzeuil        | 1801-1964 | ,    |
| Saint-Valérien              | 1801-2015 | ,    |
| Sainte-Radégonde-la-Vineuse | 1801-1828 | ,    |
| Sérigné                     | 1801-2015 | ,    |

## Représentation

### Conseillers d'arrondissement (de 1833 à 1940)
| Période                                  | Période      | Identité                                      | Étiquette           | Qualité |
| ---------------------------------------- | ------------ | --------------------------------------------- | ------------------- | --- |
| 1833                                     | 1836         | Louis Pierre Charron                          |                     | Propriétaire, maire de Petosse                                                                                |
| 1836                                     | 1842         | Maximilien Boutin (1782-1858)                 |                     | Juge de paix, propriétaire à Sérigné                                                                          |
| 1842                                     | 1867         | Jacques Étienne Robert du Botneau (1801-1870) |                     | Maire de Marsais-Sainte-Radegonde, juge de paix                                                               |
|                                          |              |                                               |                     | |
| 1898                                     | 1900 (décès) | Théophile Phélipon                            | Républicain Radical | Médecin, propriétaire, maire de Sérigné                                                                       |
|                                          |              |                                               |                     | |
|                                          | 1940         | Eugène Pelletier (1902-1978)                  | Radical             | Négociant en grains, Président de l'Union du commerce et de l'industrie, conseiller municipal de L'Hermenault |
| 1940                                     |              |                                               |                     | Les conseils d'arrondissement ont été suspendus par la loi du 12 octobre 1940 et n'ont jamais été réactivés   |
| Les données manquantes sont à compléter. |              |                                               |                     | |

### Conseillers généraux de 1833 à 2015
Le canton de L’Hermenault est la circonscription d’élection d’un des membres du conseil général de la Vendée, désigné lors des élections cantonales.
| Période                      | Période                       | Identité                                          | Étiquette             | Qualité |
| ---------------------------- | ----------------------------- | ------------------------------------------------- | --------------------- | --- |
| 14 novembre 1833             | 27 décembre 1842              | Pierre Godard des Breuzes                         |                       | Ingénieur géographe du roi Major du génie, colonel de l’Empire Maire de L’Hermenault (1817-1839) Propriétaire du château de L'Hermenault |
| 27 décembre 1842             | 5 octobre 1848                | Marcellin-Eugène, baron Godet de La Ribouillerie, |                       | Avocat Commandant du bataillon cantonal de la Garde nationale |
| 5 octobre 1848               | 23 août 1852                  | Alcide Petit du Vignaud                           |                       | Propriétaire à Saint-Valérien et à Menomblet |
| 23 août 1852                 | 23 octobre 1871               | Alfred Le Roux                                    | Bonapartiste          | Banquier Propriétaire Membre du Corps législatif, élu dans la Vendée (1852-1870) Président du conseil général (1852-1870) Ministre de l’Agriculture et du Commerce (1869) |
| 23 octobre 1871              | 19 août 1889                  | Louis Godet de La Ribouillerie                    | Union des droites     | Propriétaire Maire de L’Hermenault (1871-1900) Membre de l’Assemblée nationale, élu dans la Vendée (1871-1876) Membre de la Chambre des députés, élu dans la Vendée (1885-1889) |
| 19 août 1889                 | 27 mars 1898 (démissionnaire) | Paul Gelot                                        |                       | Notaire à Saint-Cyr-des-Gâts |
| 22 août 1898                 | 5 janvier 1900 (décès)        | Louis Godet de La Ribouillerie                    | Union des droites     | Propriétaire Maire de L’Hermenault (1871-1900) |
| 23 avril 1900                | 19 août 1907                  | Camille Baron                                     | Conservateur          | Notaire à La Châtaigneraie puis à L’Hermenault |
| 19 août 1907                 | 1er juillet 1922 (décès)      | Pascal Tapon                                      | Républicain           | Vétérinaire Maire de Nalliers (1907-1908) |
| 25 septembre 1922            | 28 octobre 1931               | Gustave Phellipon                                 | RG                    | Médecin Adjoint au maire de Fontenay-le-Comte |
| 28 octobre 1931              | 16 mars 1935 (décès)          | Ernest Deligné                                    |                       | Médecin Maire de Marsais-Sainte-Radégonde (1917-1935) |
| 13 mai 1935                  | 20 octobre 1937               | Louis Causel                                      | PR                    | Vétérinaire Conseiller municipal de L’Hermenault (1925-1935) |
| 20 octobre 1937              | 12 octobre 1940               | Ludovic Clergeaud                                 | SFIO                  | Métayer Conseiller municipal de Marsais-Sainte-Radégonde (1935-1953) |
|                              |                               |                                                   |                       | |
| 24 mars 1943                 | 1945                          | Paul Robinet de Langle (1899-1983)                |                       | Propriétaire, maire de Saint-Cyr-des-Gâts Nommé conseiller départemental en 1943 |
| Vacance du siège (1940-1945) |                               |                                                   |                       | |
| 23 septembre 1945            | 27 avril 1949                 | Ludovic Clergeaud                                 | SFIO                  | Métayer Conseiller municipal de Marsais-Sainte-Radégonde (1935-1953) |
| 27 avril 1949                | 17 avril 1955                 | Jean-Louis Bobin                                  | RPF DVD               | Notaire Maire de L’Hermenault (1945-1959) |
| 17 avril 1955                | 29 avril 1969 (décès)         | Maurice Venant (1903-1969)                        | DVD                   | Entrepreneur de maçonnerie Maire de L’Hermenault (1959-1969) |
| 29 juin 1969                 | 7 décembre 1973               | Jean Cognacq (1919-1999)                          | DVD                   | Notaire Maire de L’Hermenault (1969-1978) |
| 7 décembre 1973              | 22 mars 1985                  | Andrée Chaigneau                                  | PS                    | Médecin scolaire Maire de Nalliers (1977-1989) |
| 22 mars 1985                 | 2 avril 2015                  | Joël Sarlot                                       | UDF-PR DL MPF DVD UMP | Conseiller municipal de Nalliers (1989-1995) Membre de l’Assemblée nationale, élu dans la Vendée (1993-2008) Conseiller municipal de Fontenay-le-Comte (1995-2001) Président de la communauté de communes du Pays-de-l’Hermenault (1996-2016) Conseiller municipal de Saint-Laurent-de-la-Salle (2001-2017) |

## Démographie
| 1806  | 1821   | 1831   | 1836   | 1841   | 1846   | 1851   | 1856   | 1861   |
| ----- | ------ | ------ | ------ | ------ | ------ | ------ | ------ | ------ |
| 9 342 | 10 366 | 10 830 | 11 395 | 11 678 | 12 332 | 12 394 | 11 728 | 11 643 |

| 1866   | 1872   | 1876   | 1881   | 1886   | 1891   | 1896   | 1901   | 1906   |
| ------ | ------ | ------ | ------ | ------ | ------ | ------ | ------ | ------ |
| 11 989 | 11 862 | 11 997 | 12 027 | 12 191 | 12 233 | 11 869 | 11 582 | 11 526 |

| 1911   | 1921   | 1926  | 1931  | 1936  | 1946  | 1954  | 1962  | 1968  |
| ------ | ------ | ----- | ----- | ----- | ----- | ----- | ----- | ----- |
| 11 263 | 10 033 | 9 896 | 9 517 | 9 503 | 9 326 | 9 276 | 9 074 | 8 689 |

| 1975  | 1982  | 1990  | 1999  | 2006  | 2011  | - | - | - |
| ----- | ----- | ----- | ----- | ----- | ----- | - | - | - |
| 8 119 | 8 238 | 8 144 | 8 260 | 8 891 | 9 403 | - | - | - |